# Slavery
Slavery foi uma banda de heavy metal que atuou no cenário musical da Bahia na década de 1990, havendo gravado dois LPs. É considerada uma precursora do death metal no Brasil.

## Histórico e formação
Tinha à frente o músico de formação clássica, David Santana, que era vocalista e guitarrista; Lyo Hollf na bateria, Fábio no baixo e Cristhiano Silva (depois Marcyo Hussein) na guitarra-base.
Em 1992 gravaram seu primeiro disco pelo selo baiano Bazar Musical Records, chamado To Kill in Cold Blood que, apesar da baixa qualidade técnica comum no período, trazia boas composições que fizeram com que se tornassem conhecidos fora da Bahia, a ponto de já em 1994 gravarem pela Cogumelo Records (gravadora mineira que era a principal no setor, responsável por lançar grupos como Sepultura).
O segundo álbum se chamava Immortal Dismalness, chegou a ser distribuído em dezoito países e teve grande repercussão, fazendo com que muitas apresentações de divulgação acontecessem na capital baiana, após as quais o grupo acabou se desfazendo.